# Vica (futebolista)
José Luis Mauro, mais conhecido como Vica (Araraquara, 10 de março de 1961), é um treinador e ex-futebolista brasileiro que atuava como zagueiro. Atualmente está sem clube.

## Carreira como jogador
Jogou como zagueiro em clubes como Ferroviária e Joinville, e nos três principais clube do Paraná: Coritiba, Paraná e Atlético Paranaense. No entanto, foi no Fluminense onde obteria seus maiores triunfos, como o Campeonato Brasileiro de Futebol de 1984 e dois títulos do tricampeonato carioca entre 1983 e 1985, o de 1984 e o de 1985.
Pelo Fluminense, Vica disputou 237 jogos, com 120 vitórias, 73 empates e 44 derrotas, marcando 2 gols, entre 1984 e 1992.

## Carreira como treinador
Ao encerrar a carreira, tornou-se treinador, com passagens por São Caetano, Anapolina, Atlético Goianiense, Goiás e Santo André. Pelo ASA, conquistou os títulos de campeão alagoano de 2009 e 2011, vice-campeão alagoano em 2010 e vice-campeão da Série C em 2009, levando o clube à Série B no ano seguinte, onde, após três temporadas, deixou o cargo de treinador, no clube alagoano.
Em janeiro de 2012, foi anunciado o seu retorno ao comando da Anapolina e, em junho, foi para o Fortaleza. Vica chegou e "arrasou" no Fortaleza, torcedores já tinha dado como certa a subida para a série B, mas para a frustração dos torcedores do Leão, o Fortaleza empatou o primeiro jogo e perdeu dentro de casa o segundo, sendo eliminado da disputa ao ascenso pelo Oeste, que ficou com uma das vagas. Vica disputou a Copa do Nordeste e, com o time desacreditado no início, quase não avançou para as quartas-de-final. Quando chegou na semifinal, acabou sendo eliminado, ganhando o primeiro jogo mas perdendo o segundo em Campina Grande por um pênalti (marcado indevidamente) a favor da equipe do Campinense. Após a eliminação para os paraibanos, Vica conversou com a diretoria do Fortaleza e entregou o cargo de técnico.
No dia 18 de março de 2013, ele acertou com o Treze. No dia 5 de agosto de 2013 foi demitido do Treze. No dia 21 de agosto de 2013 foi anunciado como treinador do Santa Cruz. No dia 24 de junho de 2014 foi apresentado oficialmente como treinador do Paysandu. Deixou o Paysandu, após uma série de maus resultados.

### Retorno ao ASA
No dia 13 de Agosto de 2014, Vica assina contrato para comandar o ASA de Arapiraca até o final da Serie C, No fim de 2014 renovou seu contrato com a equipe alagoana por 2 temporadas.
Em 2015 chegou a marca de 100 vitorias no comandando do clube após vence o  Murici por 2x0 em partida valida pelo Campeonato Alagoano, mais tarde conquistou a Copa Alagoas ao vencer a equipe do CSA nos pênaltis. Em abril de 2016, devido a sequência de derrotas sofridas, Vica deixou o comando do  ASA de Arapiraca.

### River-PI
Em 08 de junho de 2016, Vica acertou com o River Atlético Clube, do Piauí, para dar sequência ao Campeonato Brasileiro de Futebol de 2016 - Série C, é a primeira passagem de Vica pelo clube piauiense. Em 08 de novembro do mesmo ano, em meio a crise que se instalou na equipe do River-PI, após o rebaixamento na Série C, o clube confirmou o desligamento do treinador Vica e de três jogadores do time.

### XV de Piracicaba
Em 27 de março de 2017, o XV de Piracicaba anunciou que José Luis Mauro, o Vica seria o novo treinador da equipe para o restante da Série A2 do Paulistão, o principal objetivo do novo treinador é conseguir livrar o clube do interior paulista do rebaixamento. em 24 de abril de 2017, Vica deixou o comando do XV de Piracicaba, ele conseguiu alcançar seu objetivo na equipe do interior, que era evitar o rebaixamento á Série A3.

### Botafogo-SP
Em agosto de 2017, Vica foi anunciado como novo treinador do Botafogo-SP, seu objetivo é resgatar o bom futebol da equipe e conseguir a classificação para a próxima fase da Série C do Brasileirão. Em 11 de setembro de 2017, Vica deixou o comando do Botafogo-SP, após a eliminação na Série C do Brasileirão, ele comandou o clube de Ribeirão Preto em três partidas, sendo um empate, uma derrota e uma vitória.

## Títulos

### Como jogador
Fluminense
- Campeonato Carioca: 1984 e 1985
- Campeonato Brasileiro: 1984
- Taça Guanabara: 1985
- Torneio de Seul: 1984
- Torneio de Paris: 1987
- Copa Kirin: 1987
- Torneio de Kiev: 1989
- Trofeo de La Amistad (Paraguai) : 1984 (Club Cerro Porteño versus Fluminense)
- Taça Amizade dos Campeões (Luanda, Angola): 1985 (Petro Atlético versus Fluminense)
- Taça Sporting CP versus Fluminense (França): 1991 (oferta: Cafe do Jura e Cave Cristal, Genebra-Suiça)
- Troféu Gov. Geraldo Bulhões - 1984
- Taça Francisco Horta - (Flu versus Santo  André) - 1984
- Troféu Prefeito Celso Damaso - 1985
- Taça Sollar Tintas (Fluminense versus America)- 1985
- Taça 16 anos da Tv Cultura - (Avaí versus Fluminense) - 1986
- Troféu Governo Miguel Abraão - 1987
- Troféu Lions Club - (Fluminense versus Vasco) - 1987
- Troféu Jornal O Dia 41º aniversario do Maracanã - (Fluminense versus Vasco) - 1991
- Troféu Genésio Vieira de Melo - 1992
- Taça Cidade de Resende (Fluminense versus America, inauguração do Estádio do Trabalhador) - 1992

Coritiba
- Campeonato Paranaense: 1989

### Como treinador
Rio Branco-PR
- Campeonato Paranaense - Série Prata: 1995

Nacional-AM
- Torneio Início do Campeonato Amazonense: 2000

Goiás
- Copa Centro-Oeste: 2001

Inter de Limeira
- Campeonato Paulista (Segundo Turno): 2002 (título simbólico e não-oficial)

ASA
- Campeonato Alagoano (Primeiro Tuno): 2009
- Campeonato Alagoano 2009 e 2011
- Copa Alagoas 2015

Santa Cruz
- Campeonato Brasileiro - Série C: 2013

## Estatísticas
Atualizado dia 9 de Maio de 2015.
| Clube      | Jogos | Vitórias | Empates | Derrotas | Aproveitamento |
| ---------- | ----- | -------- | ------- | -------- | -------------- |
| Fortaleza  | 29    | 17       | 8       | 4        | 67,81%         |
| Treze      | 22    | 9        | 5       | 8        | 48,48%         |
| Santa Cruz | 40    | 21       | 11      | 8        | 61,66%         |
| Paysandu   | 6     | 0        | 4       | 2        | 16,66%         |
| ASA        | 220   | 109      | 46      | 66       | 60,01%         |